# Marvin Gille
Marvin Gille (* 4. Juni 1992) ist ein deutscher Handballspieler.
Gille spielt für die 2. Mannschaft des TVB 1898 Stuttgart in der Württembergliga und wurde auch bereits in der 1. Mannschaft in der 2. Bundesliga eingesetzt. Sein erstes Spiel in der 2. Bundesliga bestritt Gille am 29. Dezember 2010 gegen den ThSV Eisenach. 2020 verließ er die Reserve des TVB.
Gille bekleidet die Position eines Rückraumspielers.